# Panaspis breviceps
Espèce
Synonymes
- Euprepes breviceps Peters, 1873
- Lygosoma breviceps (Peters, 1873)
- Mabuia batesi Boulenger, 1900
- Lygosoma buchneri Werner, 1909
- Lygosoma auricillatum Chabanaud, 1909

Panaspis breviceps est une espèce de sauriens de la famille des Scincidae.

## Répartition
Cette espèce se rencontre sur l'île de Bioko en Guinée équatoriale, au Gabon, au Cameroun, en Angola, en République démocratique du Congo et en République centrafricaine.

## Étymologie
Le nom de cette espèce, du latin brevis, « court », et ceps, dérivé de caput, « tête », lui a été donné en référence à sa morphologie.

## Publication originale
- Peters, 1873 : Über eine neue Schildkrötenart, Cinosternon effeldtii und einige andere neue oder weniger bekannte Amphibien. Monatsberichte der Königlich Preussischen Akademie der Wissenschaften zu Berlin, vol. 1873, p. 603-618 (texte intégral).